# Lei Clijsters
Pour les articles homonymes, voir Clijsters.
Leo Clijsters (prononcé en néerlandais : [ˈklɛistərs]), dit  Lei Clijsters, né le 6 novembre 1956 à Opitter en Belgique et mort le 4 janvier 2009 à Gruitrode en Belgique, est un footballeur international belge évoluant au poste de défenseur central du début des années 1970 jusqu'au début des années 1990.

## Biographie
Né le 6 novembre 1956 à Opitter, Lei Clijsters commence sa carrière au Opitter FC. Il la poursuit ensuite au FC Bruges, puis au KSK Tongres, Patro Eisden, SV Waterschei THOR, FC Malines et enfin au RFC Liège.
Lors de son passage au FC Malines, il est sélectionné à plusieurs reprises en équipe nationale, participant notamment aux coupes du monde de 1986 et 1990 à l'occasion desquelles il a marqué un but.
1988 le voit remporter un Soulier d'or belge en récompense de ses performances en championnat. Il devient le premier défenseur à être sacré (il sera rejoint par Vincent Kompany en 2005).
Sa carrière de joueur terminée, il travaille encore quelques années comme entraîneur au Patro Eisden, au KAA La Gantoise, au KFC Lommel SK et au KFC Diest. 
Atteint d'un cancer des poumons détecté en janvier 2008, il meurt des suites de cette maladie le 4 janvier de l'année suivante.
Lei Clijsters est le père des joueuses de tennis Kim et Elke Clijsters.

## Palmarès (joueur)
- 40 sélections et 3 buts en équipe de Belgique entre 1983 et 1991
- Vainqueur de la Coupe d'Europe des vainqueurs de Coupes en 1988 avec le FC Malines (il porte le brassard de capitaine lors de la finale)
- Vainqueur de la Supercoupe de l'UEFA en 1989 avec le FC Malines
- Champion de Belgique en 1989 avec le FC Malines
- Vainqueur de la Coupe de Belgique en 1987 avec le FC Malines
- Soulier d'or en 1988